# Związek Producentów Audio-Video
Związek Producentów Audio-Video (ZPAV; Союз производителей аудио-видео) — организация, представляющая интересы музыкальной и видео индустрии в Польше, является польским подразделением Международной федерация производителей фонограмм (IFPI). Основанная в 1991 году, она уполномочена Министерством культуры и национального наследия Польши действовать в качестве организации по управлению и защите смежных и авторских прав производителей фонограмм и видеограмм.
ZPAV публикует данные польских музыкальных чартов и награждает сертификатами продаж музыкальных записей.

## Музыкальные чарты

### Альбомные чарты
В 1970-х и 1980-х годах польский музыкальный журнал Non Stop публиковал годовой список самых продаваемых альбомов в Польше. В середине 1990-х годов были запущены и опубликованы в музыкальных журналах два ежемесячных списка продаж. Первый — топ-50, составленный ZPAV на основе поставок в магазины, а не продаж, который продолжает публиковаться на сегодняшний день. Другой — топ-100 под названием Gorąca Setka («Горячая сотня»), печатаемый ежемесячно в журнале Gazeta Muzyczna. Этот хит-парад был составлен из фактических показателей продаж, о которых сообщали более 130-ти музыкальных магазинов по всей Польше, и включал как альбомы, так и синглы.
С осени 1994 года по сентябрь 1997 года журналист Артур Оржех публиковал список 20-ти лучших альбомов на радио Bis, который позже был расширен до 30 позиций. Этот график также был основан на фактических данных о продажах, полученных из около 150-ти музыкальных магазинов, включая альбомы, а также синглы.
Официальный еженедельный альбомный чарт OLiS был запущен только в конце 2000 года и состоит из 50-ти позиций. Этот чарт строго основан на продажах физических альбомов от отдельных крупных розничных магазинов и не включает цифровые продажи. ZPAV, однако, учитывает как физические, так и цифровые продажи, а также потоковый эквивалент при выдаче золотых, платиновых и бриллиантовых сертификаций.
В 2017 году были запущены еженедельные и ежемесячные чарты продаж винила, отражающие всплеск популярности подобного рода носителей.

### Сингловые чарты
В Польше не было официального чарта синглов, основанного на фактических данных о продажах. В 1970-х и 1980 — х годах всё тот же журнал Non Stop публиковал отдельные статистические данные по рынку синглов на конец года. Популярность отдельных песен всегда отражалась в радио опросах и списках хитов, составленных из голосов слушателей. Одними из самых популярных были чарты на Rozgłośnia Harcerska (польская станция Pathfinder) и Lista Przebojów Programu Trzeciego (Третьей программы польского радио).
Вследствие этого сингловый формат был не так популярен, артисты выпускали скорее мини-альбомы, состоящие из четырёх и более треков. Попытки увеличить продажи CD-синглов в 1990-е годы оказались безуспешными, и польские артисты редко выпускали синглы на физических носителях.
В 2010 году ZPAV запустила следующие чарты:
- AirPlay Top (Топ-100 с 7 ноября 2015 года; Топ-20 с 28 сентября 2013 года по 31 октября 2015 года; Топ-5 с 27 марта 2010 года по 21 сентября 2013 года) — самые популярные песни на крупнейших польских радиостанциях и музыкальных телеканалах.
- AirPlay Nowości (Топ-5) — самые популярные новые песни (новые записи в основном чарте).
- AirPlay Największe Skoki (Топ-5) — самые быстрые подъёмы в чарте.
- AirPlay TV (Топ-5) — польский видеочат, представляющий самые популярные музыкальные видео на музыкальных телеканалах.
- Top Dyskoteki (Топ-50) — польский танцевальный чарт, представляющий самые популярные песни в клубах.
- Top Centra Handlowe (Топ-20) — нерегулярный список самых популярных песен, воспроизводимых в магазинах и торговых центрах, последний раз обновлялся в 2014 году.

## Музыкальные сертификации
Первые золотые и платиновые награды были вручены ZPAV в феврале 1995 года, золото получила Марыля Родович за альбом Marysia Biesiadna, платину — «Три тенора» за альбом Three Tenors Live. Бриллиантовая сертификация была впервые вручена в июле 2000 года сербскому музыканту Горану Бреговичу и польской певице Кайе за альбом Kayah i Bregović.
Текущие пороговые значения сертификации следующие. Основные цифры относятся к выпускам с июля 2005 года, а пороговые значения для выпусков до этого указаны в скобках.
| Формат            | Формат             | Формат             | Золотой         | Платиновый      | Бриллиантовый     |
| ----------------- | ------------------ | ------------------ | --------------- | --------------- | ----------------- |
| Сингл/Макси-сингл | Сингл/Макси-сингл  | Сингл/Макси-сингл  | 10 000          | 20 000          | 100 000           |
| Альбом            | Поп-музыка         | Зарубежный         | 10 000 (20 000) | 20 000 (40 000) | 100 000 (200 000) |
| Альбом            | Поп-музыка         | Польский           | 15 000 (35 000) | 30 000 (70 000) | 150 000 (350 000) |
| Альбом            | Классика/джаз/блюз | Классика/джаз/блюз | 5 000           | 10 000          | 50 000            |
| Альбом            | Саундтрек          | Саундтрек          | 10 000          | 20 000          | 100 000           |

| Формат         | Формат        | Золотой | Платиновый | Бриллиантовый |
| -------------- | ------------- | ------- | ---------- | ------------- |
| Сингл          | Сингл         | 5 000   | 10 000     | 50 000        |
| DVD/VHS и т.д. | Поп           | 5 000   | 10 000     | 50 000        |
| DVD/VHS и т.д. | Классика/джаз | 2 500   | 5 000      | 25 000        |